# Adolf Hoffmann (SS-Mitglied)
Adolf Hoffmann (* 15. Juli 1904 in Wiesbaden; † 1944) war Jurist, Mitarbeiter des Sicherheitsdienstes der NSDAP, Leiter einer Geheimen Staatspolizeileitstelle, SS-Obersturmbannführer und Polizeiattaché.

## Leben
Adolf jun. wuchs als Sohn des Kaufmanns Adolf Hoffmann sen. und dessen Ehefrau Emilie, geborene Bach, in Wiesbaden auf. Bis 1923 besuchte er ein Realgymnasium und nahm anschließend ein Studium der Rechtswissenschaften an der Universität Marburg auf, wechselte dann zur Universität Freiburg i. B. und zum Schluss an die Universität Frankfurt/Main. Mitte der 1920er Jahre musste er aus finanziellen Gründen das Studium unterbrechen. Ab diesem Zeitpunkt war er als Kämpfer beim Zeitfreiwilligen Korps in Marburg eingesetzt. Dann ging er zur Absicherung seines Lebensunterhaltes Tätigkeiten im Bergbau, der Landwirtschaft und als Freiberufler nach. Zum 1. Dezember 1928 trat er der NSDAP bei, aber schon Anfang 1929 wieder aus. Erst 1930 bekam er wegen der anhaltenden wirtschaftlichen Krisenprozesse in der Weimarer Republik wieder eine feste Anstellung. So wurde er als Referendar im Bereich der Amts,- Land- und Oberlandesgerichte, unter anderem auch in  Oggersheim eingesetzt. Zu dieser Zeit war er in Frankfurt/Main, Ginnheimerstraße 40 wohnhaft. Sein schon mehrere Jahre ruhendes Studium nahm er 1935 wieder auf. Die Zweite juristische Staatsprüfung legte er im April 1935 ab.

### Im SD-Hauptamt
Gleich zum Jahresanfang 1935 wurde Adolf Hoffmann Mitglied der SS (SS-Nummer 272.378), und im Mai gleichen Jahres ins Hauptamt des Sicherheitsdienstes übernommen. Zum 1. Mai 1937 trat er erneut der NSDAP bei (Mitgliedsnummer 4.863.375). Sein erster Einsatz erfolgte im SD-Oberabschnitt-West. Sein Vorgesetzter war hier SS-Oberführer Alfons Glatzel (1889–1956), der für den SD-Abschnitt zuständig war. Zugleich hatte Glatzel auch das Amt des Inspekteurs für die Sicherheitspolizei und des SD (IdS) inne. Der Sitz des Stabes war in Düsseldorf, Goltsteiner Straße 3. Bereits nach zwei Jahren erhielt Hoffmann die Ernennung zum SS-Untersturmführer und wurde nach acht Monaten zum SS-Obersturmführer befördert. Zu dieser Zeit hatte er bereits die Funktion des regionalen Stabschefs übertragen bekommen. Schwerpunkt der Aufgabenstellung beim IdS war die Zusammenführung von Sicherheitspolizei und des Sicherheitsdienstes unter der Ägide des SD zu vollziehen. Das erfolgte vor allem durch eine deutliche ideologische Ausrichtung des Personals nach den Prinzipien der NS-Weltanschauung. In seinem Arbeitsbereich ging es vom Arbeitsgegenstand her im Konkreten um das Sammeln von Informationen mit nachrichtendienstlichen Mitteln, um die politische Lage beurteilen zu können und die vom SD-Apparat festgelegten Gegner unter fester Kontrolle zu halten. Da er in seiner Position innerhalb des SD außerhalb der polizeilichen Disziplinarordnung stand, war er in der Ausübung seiner Tätigkeiten an keinen gesetzlichen Rahmen gebunden. Die einzige Fachaufsicht über sein Tun übte hier die Körperschaft der SS aus und er unterstand dort der eingerichteten SS-Gerichtsbarkeit direkt.
Mit dem 1938 vollzogenen Wechsel in der Führung der regionalen IdS-Organisation übernahm SS-Obersturmbannführer Alfred Hesselberg (1908–1950) diese Aufgaben. Hoffmann blieb in der Funktion des Stabschefs und rückte zusätzlich bei Hasselberg als persönlicher Referent des IdS-Leiters auf. Noch im gleichen Jahr wurde er zum SS-Hauptsturmführer befördert. Zeitnah erhielt er dann eine Kommandierung zum SD-Oberabschnitt-Nord. Von Hannover aus wurde er 1939 zur Staatspolizeileitstelle nach Frankfurt/Main versetzt. Nach kurzer Einarbeitungszeit übernahm er die Dienststelle als Chef. Im Sommer 1940 erfolgte in dieser Position seine Ernennung zum Regierungsrat. Zum Folgejahr wechselte er in gleicher Position nach Innsbruck.

### In Bulgarien
Im Herbst 1942 erhielt Adolf Hoffmann von Innsbruck aus eine Versetzung ins Reichssicherheitshauptamt nach Berlin. Hier wurde er in der kurz vorher eingerichteten Attaché-Stelle, die unter der Leitung von SS-Sturmbannführer Hans-Achim Plötz (1911–1944) stand, auf einen Auslandseinsatz vorbereitet. Dieser erfolgte ab Anfang 1943 in Bulgarien, wo er an der deutschen Gesandtschaft in Sofia den amtierenden Polizeiattaché, Kriminalrat Alwin Wipper (1902–1945), ablöste. Geschäftsträger der diplomatischen Mission war zu dieser Zeit der frühere SA-Standartenführer Adolf Beckerle (1902–1976). Beim Eintreffen von Hoffmann in Bulgarien befanden sich bereits als Militärattaché Rudolf Toussaint (1891–1968), als Luftattaché, Carl-August von Schoenebeck (1898–1989) und als Marineattaché Konteradmiral Ralph von der Marwitz (1888–1966) an der Gesandtschaft. Fast zur gleichen Zeit, mit der Übernahme der Aufgaben durch Hoffmann vor Ort, begannen die bereits von seinem Vorgänger Wipper in großem Stil vorbereiteten Deportationen der bulgarischen Juden. Zusammen mit dem Polizeiattaché hatte das im Sommer 1942 dort eingerichtete Judenkommissariat begonnen, die bulgarische Regierung von der Dringlichkeit der konsequenten Ausbürgerung dieser Bevölkerungsgruppe zu überzeugen. Anfang 1943 waren diese Maßnahmen so weit gediehen, dass nunmehr der Abtransport in die vorgesehenen Vernichtungslager erfolgen sollte. Deshalb war zur Unterstützung dieser Maßnahmen noch der zu diesem Zeitpunkt zeitweilig in Paris stationierte „Judenberater“ Theodor Dannecker (1913–1945) mit Unterstützung des Auswärtigen Amtes hinzugezogen worden.
In den ersten Märztagen 1943 befand dieser sich an der Seite von Hoffmann in Sofia und unterstützte ihn bei der Lösung der damit verbundenen organisatorisch-logistischen Aktivitäten in Bulgarien. Das war die Bekanntgabe der Abfahrtsbahnhöfe, die Zuweisung und zeitliche Zuordnung der 20.000 bulgarischen Juden zu den vorbereiteten Transportzügen sowie die personelle Zuweisung der konkreten Abfahrtszeit. Als die bulgarische Öffentlichkeit von diesen Aktivitäten Kenntnis erhielt, liefen die ersten Proteste, kritischen Positionierungen und Widerstandshandlungen in mehreren Städten an. Darüber berichtete unter anderem Gesandter Beckerle an seinen Vorgesetzten in Berlin. Im Konkreten war das auch eine dem Vizepräsidenten des Landes, Dimitar Pešev (1894–1973), überreichte Petition, in der sich Bulgaren gegen die Deportation ihrer Landsleute aussprachen. Die deutsche Seite baute darauf, durch Druck gegenüber der Regierung in Sofia ihr gestecktes Ziel der Judenvernichtung zu erreichen und wischte die geäußerten Bedenken im Endeffekt weg. Somit konnte Hoffmann am 24. Juni 1943 den Vollzug der Deportationen aus Thrazien und Mazedonien an die Attaché-Gruppe im Reichssicherheitshauptamt nach Berlin vermelden. Nur drei Tage zuvor war er zum SS-Obersturmbannführer befördert und zum Oberregierungsrat ernannt worden. Im April 1944 weilte er zusammen mit anderen Polizeiattachés und Judenberatern aus Dänemark, Frankreich, Italien, Kroatien, Portugal, Schweden und Spanien, auf Einladung des Reichsaußenministeriums im Ausweichquartier der Behörde in Krummhübel. Hierbei ging es um die weitere Forcierung und propagandistische Begleitung des deutschen Holocaust.
Wieder in Bulgarien zurück, musste Adolf Hoffmann sich mit den Tatsachen auseinandersetzen, dass die Rote Armee immer dichter mit der Frontlinie auf die Hauptstadt Sofia zurückte. Ein großer Teil der mit ihm vor Ort befindlichen Akteure und SS-Formationen trat innerhalb weniger Tage die Flucht an. Für sein privates Wegkommen missbrauchte Hoffmann die für den Gesandten Beckerle eingerichtete militärische Eskorte. Doch er kam nicht allzu weit. Im September 1944 geriet er in der Nähe von Skopje in die Kampflinie von regionalen Partisaneneinheiten. Die dazu möglichen Nachforschungen ergaben, dass er dabei umgekommen sein muss.